# Serra Macaense FC
Serra Macaense FC is een Braziliaanse voetbalclub uit Macaé in de staat Rio de Janeiro.

## Geschiedenis
De club werd opgericht in 1992 als AE Independente. In 2000 werd de club een profclub en ging in de tweede klasse van het Campeonato Carioca spelen. Na vier seizoenen degradeerde de club naar de derde klasse. Het volgende seizoen werd de club vicekampioen achter CFZ do Rio. Na een seizoen in de middenmoot trok de club zich in 2006 terug uit de competitie en meldde zich in 2007 terug aan en werd achtste. In 2008 degradeerde de club. Na het seizoen 2009 werd de club verkocht en werd de naam gewijzigd in Serra Macaense FC. De club werd dat jaar derde en promoveerde terug naar de tweede klasse. Na drie seizoenen moest de club zich terugtrekken wegens financiële problemen.
In 2016 keerde de club terug naar de derde klasse en kon daar meteen promotie afdwingen. 

## Bekende ex-spelers
- Wilson Cruz da Silveira